# 金銀複本位制
金銀複本位制（きんぎんふくほんいせい）とは、金貨・銀貨両方を本位貨幣としてその鋳造・融解と輸出入の自由を保持し、なおかつ固定化した金銀比価を保持する通貨制度のことである。

## 概要
金銀複本位制のもとでは金貨及び銀貨の両方が無制限の法定通貨であり、かつ金または銀地金を造幣局に納入すれば少額の手数料で金貨や銀貨に鋳造される、自由鋳造が認められる。しかしこのような固定相場制の下では金或は銀の相場の変動によって、グレシャムの法則の作動による不安定化がしばしば起こった。それでも1875年まで金銀比価は1:15～1:16の間を往復するに留まっていた。
金銀の両方を本位貨幣とした場合、金銀比価の固定は生産価格及び市場価格の存在を無視することとなり、法定された金銀比価と市場価格のバランスが崩れると、市場価格が高額な方の貨幣が退蔵される可能性が高かった。たとえば法定比価が金:銀=1:10に対し、市場比価が1:20の場合、市場では銀地金を貨幣に鋳造して法定価格で金貨と交換して、金貨を鋳つぶして金地金にすれば市場比価の半値で金を入手できることになる。こうして金貨は退蔵されて、銀貨だけが流通することとなるわけである。
中世ヨーロッパでは、自国で安定した金貨もしくは銀貨の供給が不可能であったために、金銀複本位制を採用せざるを得ず、なおかつバランスが崩れるとその度に改鋳を行ってバランスを維持しなければならなかった。1816年にイギリスが金本位制への転換に成功すると、他のヨーロッパ諸国もラテン通貨同盟を経て金本位制に転換することとなった。
イギリスにおいて1886年に金銀価値調査委員会が設置され、翌1887年に、学識経験者の第一人者として招かれたアルフレッド・マーシャルは金と銀との関係に安定を与えるために世界の商業国はどのような方法を採用し得るかの回答として、「今金銀比価を1:20であるとする。この比率で合金を作りこれで硬貨を鋳造すればよい。両本位制の維持にはこれが理想なのだが、実際には例えば10オンス単位の金の棒と200オンス単位の銀の棒を作成して、それぞれ個別に分離した状態で準備しておき、これを基礎として兌換銀行券を発行する。国外への支払いのために100ポンド銀行券の兌換が求められた場合、従来のように1ポンド当り113グレーンの金ではなく、必ず56.5グレーンの金と1130グレーンの銀とを組み合わせてあたかも合金されているかの如く一緒に手渡すようにする。」とする金銀合成本位制の見解を示した。しかし、この理論は御高説拝聴にとどまり実行されることにはならなかった。

## イギリス
イギリスにおいて、造幣局長であったアイザック・ニュートンは、1717年に1ギニー金貨は銀貨21シリングに等価であるとして金銀比価を定めた。この当時、1ギニー金貨は1/44.5トロイポンド(8.39g)（品位22/24、純金11/44.5トロイオンス: 7.69g）であり、1シリング銀貨は1/62トロイポンド(6.02g)（品位925/1000、純銀11.1/62トロイオンス: 5.57g）であったため、金銀比価は1:15.21となった。このニュートン比価は法的には金銀複本位制であるが、比価は当時の相場より金高に設定されていたため、悪貨である金貨が流通を独占し銀貨は国外に流出した。このときにイギリスは事実上の金本位制が始まったとする考えもある。また国内に流通していた銀貨には削り盗りされた軽量銀貨(clipt money)が横行した。
このため、1774年には銀貨による支払いは1回に付25ポンドまでを法貨として通用すると定め、それ以上は銀地金扱いとなり、銀貨は実質的に補助貨幣扱いとなった。さらに1816年(Coinage Act 1816)には貨幣の基準は金貨に一本化され金本位制となり、銀貨については1シリング銀貨（品位925/1000）が1/66トロイポンド(5.66g)（品位925/1000、純銀11.1/66トロイオンス: 5.23g）と軽量化され定位貨幣（補助貨幣）になった。金貨は法貨として無制限通用が認められたが、銀貨は自由鋳造を認めず40シリングを上限として法貨としての通用制限が設定された。

## フランス
イギリスが1717年に金高に設定したため銀貨がイギリスからフランスへ流入、金貨はフランスからイギリスへ流出した。これに対する措置としてフランスは1785年に金銀比価を1:15.5に設定した。しかし実際には金貨の自由鋳造は認めず、減量して調整したのみであった。
フランスでは、1803年の貨幣法で、20フラン金貨は200/31グラム(6.45g)（品位900/1000、純金180/31g: 5.81g）であり、1フラン銀貨は5グラム（品位900/1000、純銀4.5g）と金銀比価が1:15.5に定められた金銀複本位制であった。この時初めて金貨および銀貨両方の自由鋳造を認め、無制限法貨としての資格を与えた。
金価格の下落から、1864年に国内の少額銀貨を留保するためアメリカに倣い金貨は従来通り、銀貨は量目は従来通りで品位が835/1000に下げられ定位貨幣とされた。1865年に結成されたラテン通貨同盟によって金銀比価1:15.5の防衛を図ったが、銀価格の下落とそれに伴う世界的な金本位制へのシフトに抗しきれず1873年には事実上金本位制となり、1874年には銀貨の自由鋳造が制限され、1878年には自由鋳造が廃止されて金銀複本位制は完全に放棄され正式に金本位制が施行された。

## アメリカ
アメリカ合衆国においては1792年の貨幣法(Coinage Act of 1792)では、1イーグル金貨（10ドル金貨）は270グレーン（17.50g）（品位22/24、純金247.5グレーン: 16.04g）、1ドル銀貨が416グレーン（26.96g）（品位1485/1664、純銀371.25グレーン: 24.06g）と定められ、金銀比価は1:15であった。
しかし、1834年の貨幣法(Coinage Act of 1834)では金貨が減量され、10ドル金貨は258グレーン（16.72g）（品位116/129、純金232グレーン: 15.03g）、1ドル銀貨がそのままであったが、1836年から412.5グレーン（26.73g）（品位900/1000、純銀371.25グレーン: 24.06g）となったものの純銀量では変化なく、金銀比価は1:16.0となった。
このように1792年以来金銀複本位制であったが、1849年頃からのゴールドラッシュによる金価格の下落から銀相場が相対的に上昇し銀貨の鋳潰しや国外流出の懸念が生じたことから、1853年(Coinage Act of 1853)に、1/2ドル以下の銀貨の量目が削減された。1ドル銀貨はそのままであったが、1/2ドル銀貨が206.25グレーン（13.365g）から192グレーン（12.44g）、1/4ドル銀貨は103.125グレーン（6.68g）から96グレーン（6.22g）、1ダイム銀貨は41.25グレーン（2.67g）から38.4グレーン（2.49g）何れも銀品位900/100と従来より約7%量目を削減して鋳潰しや海外流出を防止し、小額硬貨の不足の危機から逃れた。
これは事実上の金銀複本位制からの離脱であり、1/2ドル銀貨以下は実質的に補助銀貨となった。このとき銀貨は最大5ドルまで法定通貨としての通用制限額が規定された。
1859年以降のネバダ州における膨大な銀鉱の開発から今度は逆に銀価格が下落し、1873年(Coinage Act of 1873)には完全に金銀複本位制が破棄され金本位制となり、1/2ドル銀貨、1/4ドル銀貨、1ダイム銀貨の硬貨が補助銀貨(subsidiary silver coins)として発行され、1ドル銀貨は貿易銀（420グレーン: 27.22g）（品位900/1000、純銀378グレーン: 24.49g）として外国取引用となり、1878年から従来と同量同品位に造られた1ドル銀貨（412.5グレーン: 26.73g）（品位900/1000、純銀371.25グレーン: 24.06g）も補助銀貨であった
。1878年2月のブランド-アリソン法案では1ドル銀貨は法貨として無制限通用とされたが、自由鋳造は認めず政府が市場価格で銀地金を購入し造幣局で銀貨に鋳造されることとなった。
本位制度による価格の維持という点では、1834年および1873年の制度改革は銀価格の下落によるものであるから、金貨を据え置き銀貨を増量すべきであるが、実際には1834年は市民が銀貨の流通に慣熟しているという理由から銀貨を標準に置いて金貨が減量され、1873年では銀貨が本位貨幣から外される措置となった。また1853年の制度改正はゴールドラッシュによる金価格の下落によるものであるから本来なら金貨を増量すべきであるが、実際には銀貨を減量して定位貨幣にしたのであり、このような理想からの乖離は如何に金銀複本位制の維持が困難であるか知らしめる結果となった。

## 日本

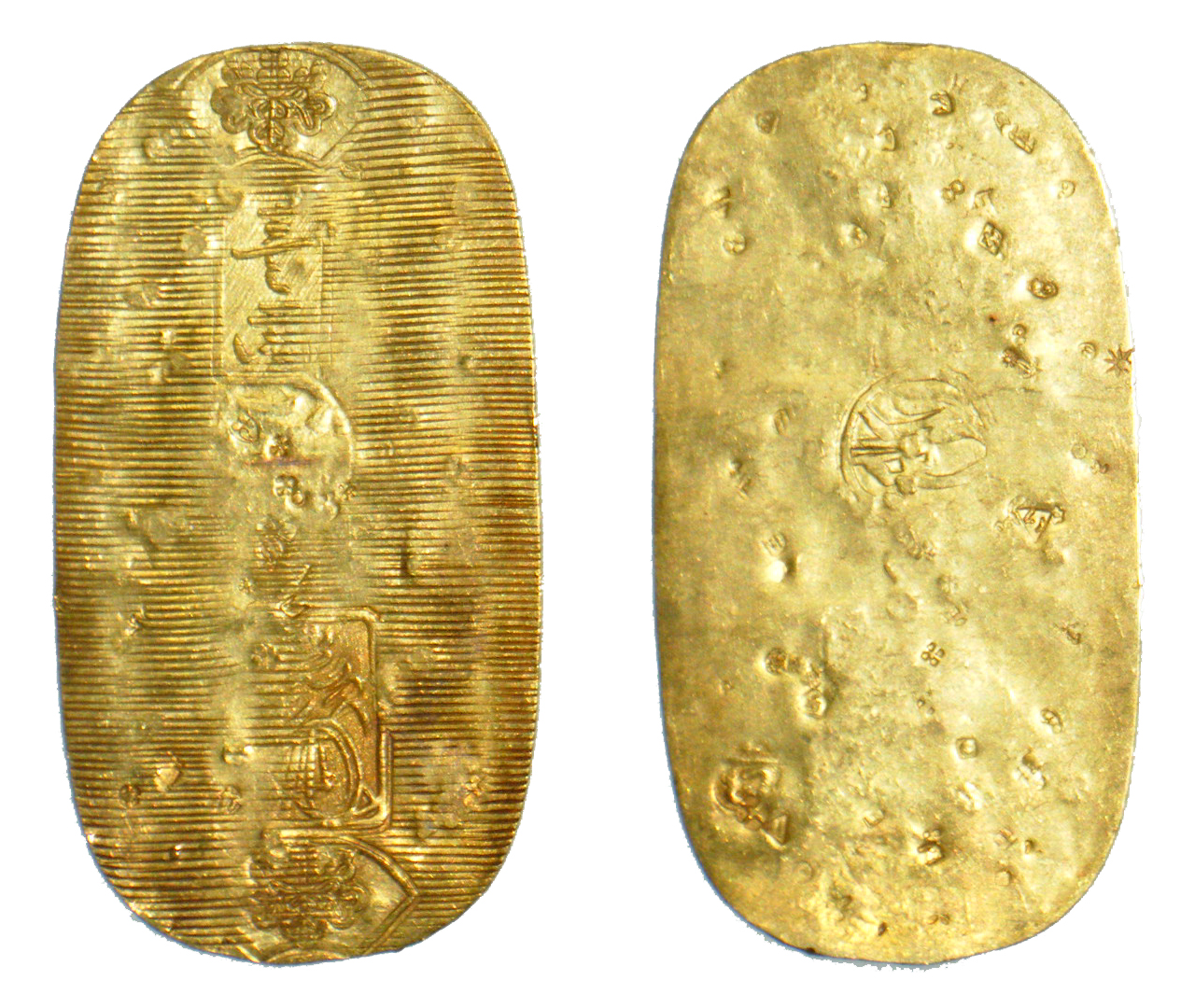
慶長小判

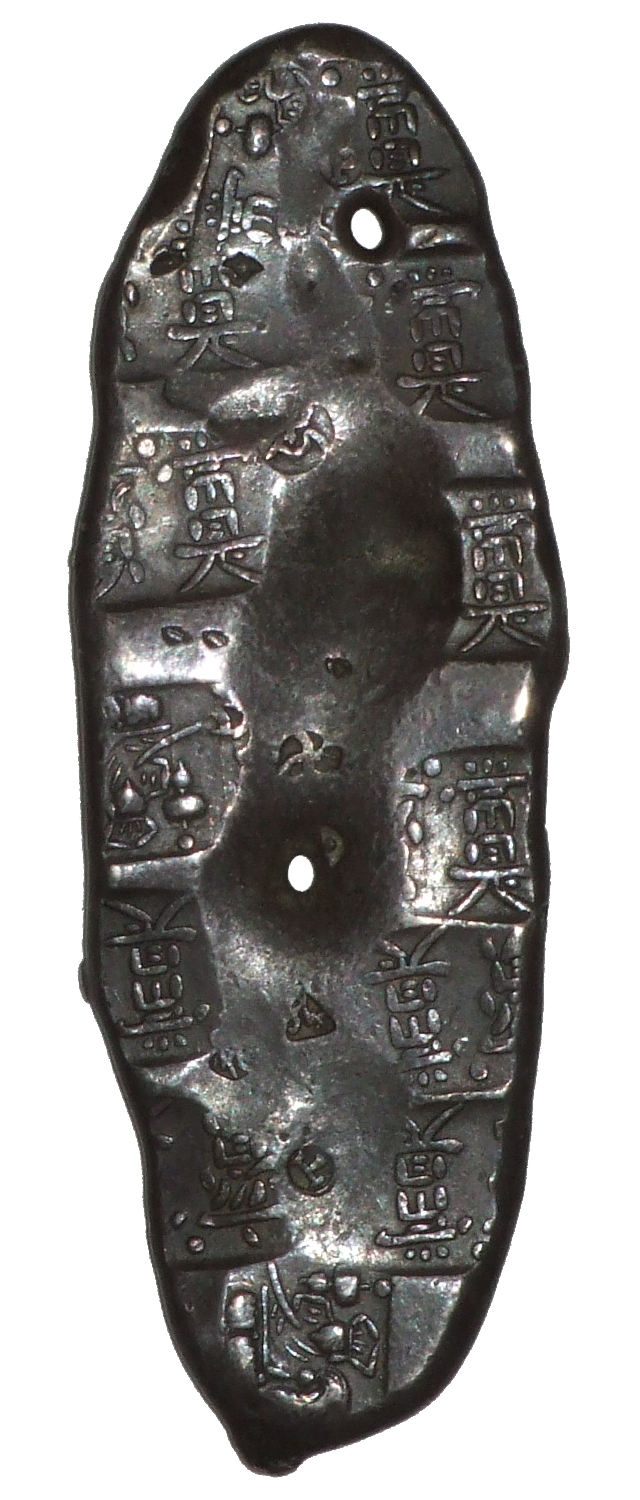
慶長丁銀

江戸時代において、金と銀はそれぞれ別体系の貨幣単位として変動相場であったが、慶長14年（1609年）に公布された御定相場では慶長金1両（4.76匁: 17.56g、品位44/50.7、純金15.41g、純銀2.35g）が、慶長銀50匁(186.51g)（品位800/1000、純銀149.21g）とされたため、公的な金銀比価は1:9.53であった。

元禄8年（1695年）の改鋳では銀に対し金の品位低下が大きく銀高金安となり、幕府はこれを抑えるために1700年に御定相場を元禄金1両（4.76匁: 17.56g、品位44/76.7、純金10.19g、純銀7.57g）が、元禄銀60匁(223.81g)（品位640/1000、純銀143.24g）と改訂して公的な金銀比価は1:13.32となったが、相場は幕府の思惑通りとならず金銀比価は概ね1:11前後で推移した。
明和2年（1765年）に鋳造された五匁銀は、元文小判に対し12枚の固定相場制を意図したもので事実上の金銀複本位制（金銀比価1:11.48）であったが、小判の貨幣単位に関連付けた点では金本位制を目指したものともいえる。しかしこの比価は相場より銀高に設定されていたため悪貨である五匁銀は市場では敬遠され流通しなかった。1772年に鋳造された南鐐二朱銀は元文銀より額面に対し純銀量が約27%減量されており小判に対する事実上の補助貨幣（定位貨幣）であった。
近代日本では、明治4年5月10日（1871年6月17日）に制定された新貨条例によってヨーロッパに倣って1円金貨（1 2/3g）（品位900/1000、純金1.5g）を原貨とする金本位制を定めたが、清を中心とする周辺諸国はいずれも銀本位制を採っており、洋銀と同価値の1円銀貨（416グレーン: 26.96g）（品位900/1000、純銀374.4グレーン: 24.26g）の発行を余儀なくされた。このとき開港場で行われていた銀貨100円に対して金貨101円の金銀比価は1:16.01だったが、国際価格に対し金安であったため金貨の国外への流出が激しく、明治8年（1875年）には新しくアメリカの貿易ドル銀貨と同等の貿易銀（420グレーン: 27.22g）（品位900/1000、純銀378グレーン: 24.49g）を発行し、翌年には金銀比価を両者同等の金貨100円に対し銀貨100円に改めて実質上の金銀複本位制となった。更に明治11年（1878年）5月27日には大蔵卿大隈重信の建議を受けて正式に金銀複本位制を採用して、これまで開港場のみで通用を許していた1円銀貨及び貿易銀を日本国内でも強制通用力のある貨幣として扱い、その無制限使用を許した。これによって銀貨も事実上の本位貨幣となった。
だが、西南戦争に伴う不換紙幣増発によって生じたインフレーションで金貨・銀貨ともに国外への流出や退蔵が深刻化して、本位貨幣としては名目上の存在となってしまった。これを憂慮した大蔵卿松方正義は、一時的な銀本位制導入による通貨安定を模索し、明治18年（1885年）に銀本位制に基づく兌換紙幣である日本銀行券を発行して、日本は一時的に実質的な銀本位制となり、その後明治30年（1897年）の貨幣法によって金本位制への復帰を果たすことになった。しかし金平価は半減し、純金の0.75gを1円とし、品位は900/1000のままとされた。